# 254 (tal)
254 är det naturliga talet som följer 253 och som följs av 255.

## Inom vetenskapen
- 254 Augusta, en asteroid.

## Inom matematiken
- 254 är ett jämnt tal.
- 254 är ett semiprimtal